# رائول تورتوسا
رائول تورتوسا (اسپانیایی: Raül Tortosa‎؛ زادهٔ ۱۴ اوت ۱۹۷۹) بازیگر اهل اسپانیا است. در سال ۲۰۱۶، او در فصل ششم سریال شبکه اچ‌بی‌او، بازی تاج‌وتخت، نقش فرمانده‌ای از خاندان تیرل را ایفا کرد. او در سال ۲۰۲۱ جایزه بهترین بازیگر را در شانزدهمین دوره جشنواره فیلم کوتاه ونیز در کالیفرنیا (ایالات متحده آمریکا) برای فیلم «سایه‌دار» دریافت کرد.
از فیلم‌ها یا برنامه‌های تلویزیونی که وی در آن نقش داشته‌است، می‌توان به سالوادور و هم‌خون من اشاره کرد.